# Märdi (Rõuge)
Märdi – wieś w Estonii, w prowincji Võru, w gminie Rõuge.